# 谢尔盖·阿纳托利耶维奇·博热诺夫
谢尔盖·阿纳托利耶维奇·博热诺夫（羅馬化：Sergey Anatol'yevich Bozhenov；1965年4月8日—）是俄罗斯政治人物、伏尔加格勒州州长。
1997年至2004年，他担任阿斯特拉罕州立法议会议员。2004年至2011年，他担任阿斯特拉罕市长。2011年，他当选为第六届国家杜马议员。2012年2月，他提前辞去国家杜马职务并转而担任担任伏尔加格勒州州长至2014年4月。